# Zé Teodoro
José Teodoro Bonfim Queiroz (Anápolis, 22 de novembro de 1963), mais conhecido como Zé Teodoro, é um treinador e ex-futebolista brasileiro que atuava como lateral-direito. Atualmente está sem clube. Seu último trabalho foi como coordenador técnico do Santa Cruz.

## Carreira como jogador
Começou a carreira de jogador no Goiás, onde atuou de 1981 a 1985 e em 1995.
Em seguida jogou no São Paulo entre 1985 e 1991, onde viveu seu auge e conquistou quatro Campeonatos Paulistas (1985, 1987, 1989 e 1991). Além disso, Zé Teodoro esteve presente em duas conquistas do Campeonato Brasileiro (em 1986 e 1991) pelo Tricolor do Morumbi. Com a camisa são-paulina, como informa o Almanaque do São Paulo, de Alexandre Costa, o lateral realizou 264 partidas (116 vitórias, 98 empates e 48 derrotas) e marcou sete gols.
Defendeu ainda Guarani, em 1991, Fluminense, em 1992, e Criciúma, em 1996.

## Carreira como treinador
Zé Teodoro começou como técnico do Jataiense, de Goiás, em seguida passando por Juventude, Paulista, Santo André, Portuguesa, Sport, Náutico, Ceará e Fortaleza. Chegou ao Santa Cruz em novembro de 2010, onde permaneceu até outubro de 2012. Em dezembro, acertou com o Guarani para o Campeonato Paulista de 2013, mas comandou a equipe em apenas três jogos, com um empate e duas derrotas, no comando bugrino. Após a passagem pelo Guarani, tinha um acordo pra comandar o ABC, mas preferiu comandar o Náutico devido ao fato do clube pernambucano estar na Série A, enquanto o ABC disputava a segunda divisão. Zé Teodoro foi demitido da equipe alvirrubra no dia 14 de agosto, após o time perder por 3–0 do Criciúma, em partida válida pela 14ª rodada do Campeonato Brasileiro.
Em fevereiro de 2014, após a demissão do técnico Heriberto da Cunha, Zé Teodoro foi anunciado como treinador do Vila Nova. No entanto, um mês depois, no dia 21 de março, foi anunciado como novo técnico do ABC para a temporada.
Ainda em 2014 acertou com o Remo, sendo anunciado em dezembro para comandar a equipe na temporada 2015.
Em novembro de 2015, acertou para comandar o Aparecidense em 2016. Entretanto, poucos dias depois foi anunciado que assumiria o comando do River e iria rescindir o contrato com o clube goiano.
No dia 22 de fevereiro de 2016, Zé Teodoro deixou o comando do River para comandar o Itumbiara, ele comandou a equipe piauiense em 50 dias, e sete jogos obtendo: três vitórias um empate e uma derrota.
Zé Teodoro começou a temporada 2017 muito bem no comando do Aparecidense de Goiás, onde foi eleito o melhor treinador do Campeonato Goiano, levou a equipe ao 3ª lugar no estadual e na Série D o clube goiano só parou no América-RN, clube favorito ao acesso. Foi liberado devido ao clube não possuir mais calendário em 2017.
No dia 18 de fevereiro 2018, foi anunciado como o novo técnico do Uberlândia. Ele chegou para substituir Paulo Cesar Catanoce, que foi demitido no dia anterior ao seu anúncio devido aos maus resultados à frente do Verdão. Naquele ano Zé Teodoro disputou três competições no comando do Uberlândia: o Campeonato Mineiro, a Copa do Brasil e a Série D. Apesar do empenho, ele não conseguiu livrar a Máquina Verde do rebaixamento para o Módulo 2 do Campeonato Mineiro e acabou deixando a equipe.

### Feitos
- Em 2006, enquanto treinador do Ceará, conseguiu o título de campeão cearense em cima do Fortaleza, evitando assim o que seria o inédito título de tetracampeão estadual do Tricolor de Aço.

- Já em 2010, Zé voltou ao futebol cearense, desta vez assumindo o Fortaleza, e sagrou-se campeão do estadual em cima do rival Ceará, título este que deu ao Leão do Pici o inédito tetracampeonato cearense (2007, 2008, 2009 e 2010).

- Em 2011, já como técnico do Santa Cruz, Zé Teodoro venceu na final o Sport, impedindo assim que o Leão da Ilha se sagrasse hexacampeão pernambucano.[17] Em outubro, conseguiu o acesso à Série C do Campeonato Brasileiro.[18]

- No ano seguinte conquistou o bicampeonato, feito que o clube do Arruda não conseguia desde 1987.[19]

## Títulos

### Como jogador
Seleção Brasileira
- Sul-Americano de Juniores: 1980

Goiás
- Campeonato Goiano: 1981, 1982 e 1985

São Paulo
- Campeonato Paulista: 1985,[2] 1987, 1989 e 1991
- Campeonato Brasileiro: 1986 e 1991

### Como treinador
Náutico
- Campeonato Pernambucano: 2004

Ceará
- Campeonato Cearense: 2006

Fortaleza
- Campeonato Cearense: 2010

Santa Cruz
- Campeonato Pernambucano: 2011 e 2012